# Alkmaar (Surinam)
Alkmaar – miasto oraz okrąg (ressorten) w dystrykcie Commewijne, w Surinamie. Według danych na rok 2012 miasto zamieszkiwało 5561 osób, a gęstość zaludnienia wyniosła 68,65 os./km².

## Demografia
Ludność historyczna:
| Rok                           | 2004  | 2012  |
| ----------------------------- | ----- | ----- |
| Ludność                       | 4213  | 5561  |
| Gęstość zaludnienia os./km²   | 52,01 | 68,65 |
| Roczna zmiana liczby ludności | 3,5%  | 3,5%  |

## Klimat
Klimat jest tropikalny. Średnia temperatura powietrza wynosi 23 °C. Najcieplejszym miesiącem jest październik (24 °C), a najzimniejszym miesiącem jest czerwiec (22 °C). Średnie opady wynoszą 2503 milimetrów rocznie. Najbardziej wilgotnym miesiącem jest maj (448 milimetrów deszczu), a najbardziej suchym miesiącem jest wrzesień (69 milimetrów deszczu).

## Znane osoby urodzone w Alkmaar
- Frits Mitrasing (1921-1998), prawnik i polityk[4]
- Dhiradj Soekhai (1987), polityk[5]